# RP Motorsport
RP Motorsport – włoski zespół startujący w wyścigach samochodowych założony w 1998 roku. Obecnie ekipa startuje jedynie w European F3 Open, jednak w przeszłości pojawiała się również na starcie w Europejskim Pucharze Formuły Renault 2.0, Włoskiej Formule 3 oraz w Auto GP.

## Starty

### Auto GP
| Rok  | Bolid      | Kierowcy         | Wyścigi | Wygrane | PP | NO | Pkt | M.K. | M.Z. |
| ---- | ---------- | ---------------- | ------- | ------- | -- | -- | --- | ---- | ---- |
| 2010 | Lola–Zytek | Celso Míguez     | 8       | 0       | 0  | 0  | 6   | 14   | 8    |
| 2010 | Lola–Zytek | Giacomo Ricci    | 2       | 0       | 0  | 0  | 8   | 12   | 8    |
| 2010 | Lola–Zytek | Davide Valsecchi | 2       | 0       | 0  | 0  | 0   | 23   | 8    |
| 2010 | Lola–Zytek | Stefano Bizzarri | 12      | 0       | 0  | 0  | 0   | 24   | 8    |

### Europejski Puchar Formuły Renault 2.0
| Rok  | Bolid          | Kierowcy             | Wyścigi | Wygrane | PP | NO | Pkt | M.K. | M.Z. |
| ---- | -------------- | -------------------- | ------- | ------- | -- | -- | --- | ---- | ---- |
| 2002 | Tatuus-Renault | Marco Bonanomi       | 4       | 0       | 0  | 0  | 0   | 34   | NS   |
| 2002 | Tatuus-Renault | Giovanni Berton      | 1       | 0       | 0  | 0  | 0   | 33   | NS   |
| 2002 | Tatuus-Renault | Toni Vilander        | 1       | 0       | 0  | 0  | 0   | 69   | NS   |
| 2003 | Tatuus-Renault | Davide Valsecchi     | 2       | 0       | 0  | 0  | 0   | NS   | NS†  |
| 2003 | Tatuus-Renault | Andrea Sonvico       | 2       | 0       | 0  | 0  | 0   | NS   | NS†  |
| 2003 | Tatuus-Renault | Toni Vilander        | 2       | 0       | 0  | 0  | 20  | 14   | NS†  |
| 2005 | Tatuus-Renault | Davide Valsecchi     | 2       | 0       | 0  | 0  | 0   | NS†  | NS†  |
| 2006 | Tatuus-Renault | Matteo Chinosi       | 2       | 0       | 0  | 0  | 0   | NS†  | NS†  |
| 2007 | Tatuus-Renault | Patrick Kronenberger | 4       | 0       | 0  | 0  | 0   | NS†  | NS†  |
| 2007 | Tatuus-Renault | Daniel Ricciardo     | 4       | 0       | 0  | 0  | 0   | NS†  | NS†  |

† – zawodnik/Zespół nie był zaliczany do klasyfikacji